# 1917년 극동 선수권 대회
1917년 극동 선수권 대회(영어: 1917 Far Eastern Games, 일본어: 1917年極東選手権競技大会)는 1917년 5월에 개최된 제3회 극동 선수권 대회이다. 일본 제국 도쿄에서 개최되었고, 중화민국, 필리핀, 일본 제국이 참가하였다.
종목은 기본 8개 종목으로 다시 돌아왔다. 이 대회부터 일본은 축구 경기에 참여하게 되며, 개최국
일본은 필리핀을 메달 수 차이로 꺾고 종합 우승을 한다. 1920년 하계 올림픽에 나간 일본 선수들이 이 대회에 참가했다.